# Ballechin
Ballechin, selten auch als Ballechan bezeichnet, war eine Whiskybrennerei nahe Ballinluig, Perth and Kinross, Schottland. Sie gehörte zusammen mit Auchnagie und Grandtully zu einer Gruppe bäuerlicher Brennereien in der Gegend, von denen heute Edradour als einzige noch aktiv ist.
Die Brennerei wurde 1810 von einer Gruppe von Landwirten gegründet. Nachdem mit Robert Kennedy der letzte der Gründer verstorben war, gelangte sie im Jahre 1875 in den Besitz von Robertson & Sons. Als letzter Eigentümer ist William Rose bekannt, der die Brennerei im Jahre 1927 schloss. Die Gebäude der ländlich gelegenen Brennerei sind noch heute teilweise erhalten.
Als Alfred Barnard im Rahmen seiner Whiskyreise im Jahre 1886 die Brennerei besuchte, verfügte sie über eine jährliche Produktionskapazität von 18.000 Gallonen und nutzte je eine Grobbrand- (Wash Still) und Feinbrandblase (Spirit Stil). Zum Einmaischen wurde Wasser aus der Collin’s Hollow verwendet.
Zur Erinnerung an die aufgegebene Brennerei verausgabt die Destillerie Edradour zeitweise Abfüllungen unter den Namen Ballechin Edradour oder Edradour Ballechin.
Im Juli 2014 reichte Signatory Vintage beim Perth & Kinross Council Planungsunterlagen zum Neubau einer Erweiterung auf dem Gelände der bereits in Besitz befindlichen Edradour Distillery in Pitlochry ein. Besitzer Andrew Symington erwarb die alten Steine und Dachziegel der Ballechin-Brennerei um diese im Neubau Edradour II zu verwenden.